# Ke Pauk
Ke Pauk, född Ke Vin 1934 i Chhouk Ksachs by, Chhouk Ksachs underdistrikt, Barays distrikt, Kampong Thoms provins, död 15 februari 2002 av naturliga orsaker sovande i sitt hem. Ke Pauk var en av de ledande inom röda khmererna.